# Município de Union (condado de Highland, Ohio)
O município de Union (em inglês: Union Township) é um município localizado no condado de Highland no estado estadounidense de Ohio. No ano de 2010 tinha uma população de 2.065 habitantes e uma densidade populacional de 26,84 pessoas por km².

## Geografia
O município de Union encontra-se localizado nas coordenadas 39° 15′ 39″ N, 83° 43′ 22″ O. Segundo a Departamento do Censo dos Estados Unidos, o município tem uma superfície total de 76.94 km², da qual 76,8 km² correspondem a terra firme e (0,18 %) 0,14 km² é água.

## Demografia
Segundo o censo de 2010, tinha 2.065 habitantes residindo no município de Union. A densidade populacional era de 26,84 hab./km². Dos 2.065 habitantes, o município de Union estava composto pelo 97,63 % brancos, o 0,53 % eram afroamericanos, o 0,44 % eram amerindios, o 0,1 % eram asiáticos, o 0,19 % eram de outras raças e o 1,11 % eram de uma mistura de raças. Do total da população o 0,58 % eram hispanos ou latinos de qualquer raça.